# 鄭雍言
鄭雍言，一作鄭永言，浙江鄞县人，明朝政治人物、进士出身。

## 生平
郑复言弟。永乐十三年（1415年）登乙未科进士，授中书舍人，后升任河南按察司佥事。明宣宗即位，留直文華殿，每日预备顾问。官終南京太常寺少卿。
他是著名书法家，善于行草、小楷、篆书。曾参与编修《永乐大典》。